# Passeerstrook

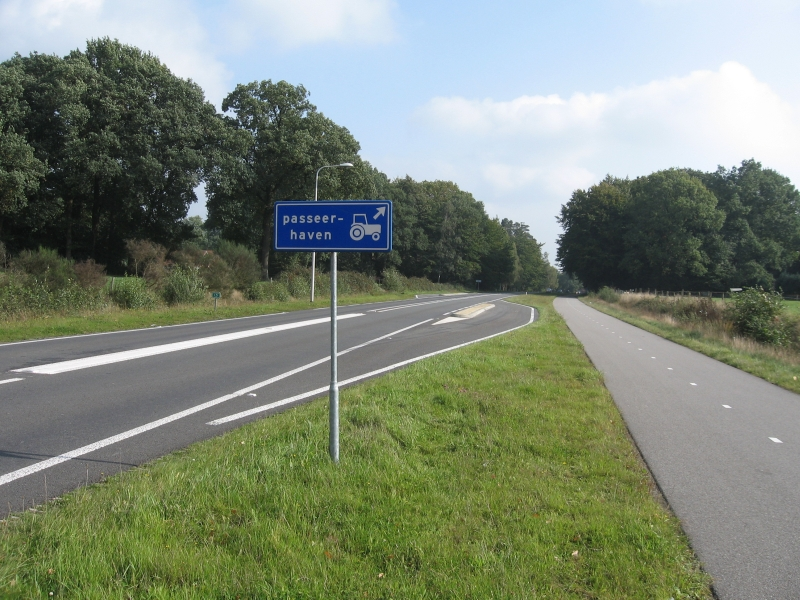
Passeerhaven op de N734 (2008)

Een passeerstrook of passeerhaven is een lokale wegverbreding aan de rechterzijde van de weg. De strook is doorgaans circa 30 tot 150 meter lang en is te vinden op smalle wegen buiten de bebouwde kom. Passeerstroken zijn bedoeld om gemotoriseerd langzaam verkeer, bijvoorbeeld landbouwvoertuigen, het sneller rijdende achteropkomende verkeer te laten inhalen of tegenliggers elkaar makkelijker te laten passeren, zonder in de berm te rijden.
Passeerstroken zijn met name bedoeld voor 60 en 80 km/u-wegen waar een inhaalverbod geldt en zijn dus geen inhaalstroken, zoals soms toegepast op een driestrooksweg. Het is langzaam verkeer (landbouwvoertuigen, brommobiel) niet verplicht om de paseerhaven te benutten.
rijstrook · vluchtstrook · spitsstrook · invoegstrook · uitvoegstrook · weefstrook · bufferstrook · plusstrook · wisselstrook · redresseerstrook · voorsorteerstrook · klimstrook

Doelgroepstroken: busstrook · carpoolstrook · vrachtwagenstrook · fietsstrook · passeerstrook